# Tetrathemis irregularis
Tetrathemis irregularis – gatunek ważki z rodziny ważkowatych (Libellulidae).